# Baňa (okres Stropkov)
Baňa je obec na východním Slovensku v okrese Stropkov. Žije zde 202 obyvatel.

## Poloha
Leží v Ondavské vrchovině na východním svahu kopce Baňa (526 m n. m.) v údolí Zimního potoka, na pravé straně řeky Ondavy.  Povrch je mírně členitý s nadmořskou výškou v rozmezí 250 až 500 m, střed obce je ve výšce 420 m n. m. Území s hlubokými a úzkými údolími je tvořeno pískovci, jílovci a svahovými hlínami. Severní část obce je porostlá lesním porostem buků a břízy, jižní část je odlesněná. Je nejvýše položenou obcí v okrese Stropkov. 
Sousedními obcemi jsou na severu Duplín, na východě a jihu Stropkov (část Bokša), na jihu Šandal a na západě Šarišský Štiavnik.
Na vrch Baňa vede modrá turistická stezka ze Stropkova přes obec Baňa.

## Historie
První písemná zmínka o osadě je z roku 1379. Samostatnou obcí se stala v 27. listopadu 1957 oddělením od obce Bokša, dnešní městské části Stropkova.

## Památky
V obci se nachází římskokatolický kostel Povýšení svatého kříže z let (1949–1950).